# 绒螳属
绒螳属（学名：Pilomantis）是矮螳科的一属。

## 下属物种
本属包括以下物种：
- Pilomantis fusca Giglio-Tos, 1915